# Tendzing Norgaj
Tendzing Norgaj (dévanágari írással: तेन्जिङ नोर्गे शेर्पा, Tendzsing Norge Serpa,  angolos átírásban:Tenzing Norgay) (1914. május 29.(?) – 1986. május 9.) nepáli serpa, hegymászó. 1953. május 29-én Edmund Hillaryvel együtt elsőként mászták meg a Föld legmagasabb hegycsúcsát, a Mount Everestet.

## Gyermekkora
Egészen az 1990-es évekig úgy tudták, hogy Tendzing a nepáli Khumbuban született, ami igen közel fekszik a Mount Everesthez. Valójában a hegytől keletre, Tibetben, a Kharta-völgyben látta meg a napvilágot, de ezt politikai okokból titkolta. Pontos születési idejében bizonytalan volt, az időjárásból és a betakarítási munkákból arra következtetett, hogy május vége felé lehetett. A május 29-ét később választotta, mert ezen a napon ért fel az Everest csúcsára.
Eredeti neve Namgyal Wangdi volt, de ezt még gyermekkorában megváltoztatták a Rongbuk kolostor vezető lámájának, Ngawang Tenzin Norbu tanácsára. A Tendzing Norgaj név jelentése: ’szerencsés, hithű’. Apja, Ghang La Mingma jakpásztor volt, 1949-ben hunyt el, anyja, Dokmo Kinzom még megérte a Mount Everest megmászását. Norgaj a 11. vagy 13. gyerek volt a családban, de sokan közülük korán meghaltak.
Gyermekként kétszer elszökött otthonról Katmanduba, majd 19 évesen az indiai Dardzsilingbe, a Too Song Bhusti serpa közösségbe költözött.

## Hegymászás
Az 1930-as években hegyi teherhordóként három, Észak-Tibetből induló brit Everest-expedícióban vett részt, de ezek egyike sem járt sikerrel. Később India más hegységeiben is dolgozott mint hegymászó, elmondása szerint legnehezebb mászása a 7816 m-es Nanda Devi keleti csúcsának meghódítási kísérlete volt, ebben az expedícióban többen is meghaltak. Az 1940-es évek elején a mai Pakisztán területén Csitralban élt.
Először 1947-ben vett részt Mount Everest meghódítására induló expedícióban. Az angol Earl Denman, Ange Dawa serpa és Tendzing engedély nélkül léptek be Tibetbe, hogy onnan próbálkozzanak. 6700 m-en erős viharba kerültek és kénytelenek voltak visszafordulni; mindhárman épségben visszajutottak az alaptáborba.
1952-ben, Raymond Lambert vezetésével két sikertelen svájci csúcskísérletben vett részt. Ezek voltak ez első komoly próbálkozások a dél-nepáli oldalról, rekord magasságig, 8599 m-ig jutottak.

## A Mount Everest meghódítása

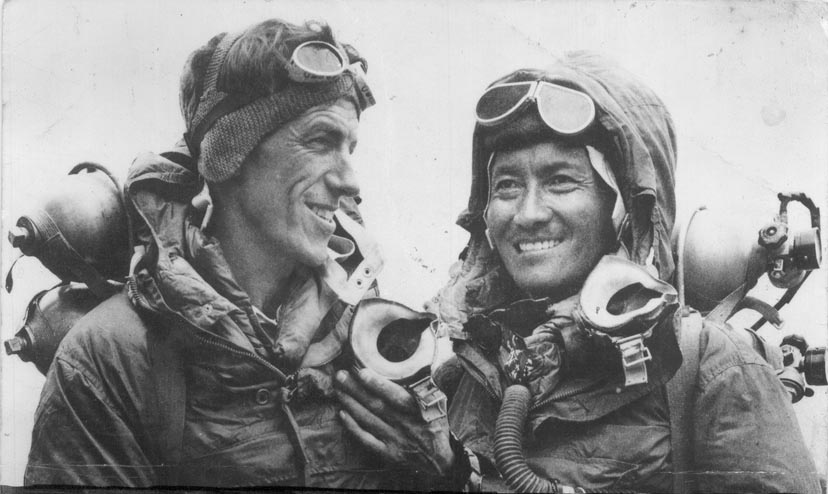
Edmund Hillary és Tendzing Norgaj (jobbra)

1953-ban a John Hunt vezette expedícióval indult hetedszerre a Mount Everestre. A csúcsot 1953. május 29-én délelőtt 11:30-kor érte el társával, Edmund Hillary új-zélandi hegymászóval. Visszatérésük után Indiában és Nepálban is nagy ünnepségekkel fogadták őket, Tenzinget egyesek szó szerint istenként kezdték tisztelni, azt gondolva, hogy Buddha vagy Siva reinkarnációja, Hillaryt pedig II. Erzsébet brit királynő lovaggá ütötte.
Bár Tendzing és Hillary egyszerre érték el a csúcsot, az újságírók mindenáron meg akarták tudni, hogy melyikőjük lépett először a legmagasabb pontra, és ki volt a második. Tendzing a mászócsapatok egységét és a közös erőfeszítéseket hangsúlyozta, amivel a sikereket elérték, visszautasította a feltételezést, hogy bárkinek is valaha húznia kellett volna őt, de elismerte, hogy Hillary lépett először a Mount Everest csúcsára. Hozzátette: „Ha szégyen, hogy én voltam a második ember a Mount Everest tetején, akkor együtt fogok élni ezzel a szégyennel.”

## Magánélete
Háromszor kötött házasságot. Első felesége Dawa Phuti, fiatalon halt meg, 1944-ben. Fiuk, Nima Dorje négyéves korában meghalt. Két lányuk is született: Pem Pem, akinek a fia, Tashi Tendzing szintén feljutott az Everestre, és Nima, aki egy Fülöp-szigeteki grafikushoz, Noli Galanghoz ment feleségül.
Második felesége Ang Lahmu, első hitvesének unokatestvére volt. Nem született közös gyermekük, de együtt nevelték Tendzing gyermekeit. A serpa szokások engedélyezik a többnejűséget, ezért elvette harmadik feleségét, Dakkut is. Tőle Jamling és Norbu nevű fia született.

## Az Everest után
Tendzing a Dardzsilingben működő Himalájai Hegymászó Intézet terepgyakorlati igazgatója lett. 1978-ban saját céget alapított, a himalájai gyalogtúrákat kínáló Tenzing Norgay Adventures-t. 2003-ban fia Jamling Tendzing Norgaj vezette a céget, ő 1996-ban jutott fel az Everestre.
1986. május 9-én, az indiai Dardzsilingben hunyt el. 

## Magyarul megjelent művei
- A Himalája fia. Norgay Tenzing önéletrajza. Papírra vetette James Ramsey Ullman; ford. Sarkadi Imre, Terényi István; Gondolat, Bp., 1963 (Világjárók)